# NBA Live 14
NBA Live 14 é um jogo de basquete lançado para Xbox One e PlayStation 4 em 2013. Foi um dos jogos pior avaliados da franquia. NBA Live 14 foi sucedido pelo NBA Live 15 que foi lançado em outubro de 2017. O jogo foi o primeiro da série a ser lançado depois de um hiato desde NBA Live 10.

## Jogabilidade
O primeiro gameplay do jogo foi exibido no evento de divulgação do Xbox One em um trailer da EA Sports, anunciando o novo motor gráfico chamado IGNITE. O jogo foi lançado em 19 de novembro de 2013. O jogo foi muito criticado por não ser dinâmico e com comandos que demoram para serem feitos. De acordo com críticas, o sistema dos dribles é claramente inspirado no NBA 2K14, mas não tem o modo intuitivo do rival, o jogo no poste baixo não tem opções, o pick and roll não pode ser customizado, faltam jogadas ensaiadas, há tocos e enterradas demais e arremessos de longe quase nunca entram.

## Recepção
NBA Live 14 teve criticas geralmente desfavoráveis, conquistando uma nota de 43/100 do Metacritic no PS4, Xbox 360 e Xbox One. A IGN deu ao jogo a nota 4.3/10 na qual o crítico Jec Julio disse que "NBA Live’s O retorno flácido do NBA Live é ainda mais decepcionante porque esperamos três anos para isso. Depois de todo esse tempo, a NBA Live 14, de modo algum, avançou no gênero de basquete e, pior ainda, deixa pouco otimismo para o próximo ano." No entanto, ele disse que os modos Big Moments e Ultimate Team modes foram positivos. GamesRadar deu 2.5/5, comparando-o com NBA 2K14 onde o crítico Richard Grisham disse "A jogabilidade na quadra não parece muito de um jogo da próxima geração, especialmente quando comparado ao NBA 2K14." Enquanto ele elogiava os controles 5-com-5, a mecânica de Pick-and-Roll e a apresentação na ESPN, ele criticou as animações, física, glitches e o modo Rumo ao Estrelato que ainda não tinha sido finalizado.
Em novembro de 2013, a EA pediu desculpas pela baixa qualidade do jogo. O produtor executivo Sean O’Brien citou "Como vocês podem imaginar, este não é exatamente o retorno de NBA Live que gostaríamos neste ano. Nós ouvimos claramente que alguns de vocês ficaram desapontados com vários aspectos do NBA Live 14, e peço desculpas se o jogo não foi de acordo com suas expectativas."